# Leptoclinides volvus
Leptoclinides volvus är en sjöpungsart som beskrevs av Kott 1975. Leptoclinides volvus ingår i släktet Leptoclinides och familjen Didemnidae. Inga underarter finns listade i Catalogue of Life.